# Theil-sur-Vanne
Theil-sur-Vanne är en kommun i departementet Yonne i regionen Bourgogne-Franche-Comté i norra Frankrike. Kommunen ligger i kantonen Villeneuve-l'Archevêque som tillhör arrondissementet Sens. År 2018 hade Theil-sur-Vanne 468 invånare.

## Befolkningsutveckling
Antalet invånare i kommunen Theil-sur-Vanne
| Referens: INSEE |